# 4085 Weir
4085 Weir este un asteroid din centura principală, descoperit pe 13 mai 1985 de Carolyn Shoemaker.